# روباه پرنده کوچک زرین‌قبا
روباه پرنده کوچک زرین‌قبا (نام علمی: Pteropus pumilus) نام یک گونه از سرده روباه پرنده است.